# Metro Express (Маврикий)
Metro Express (фр. Métro express) — это линия штадтбана (пригородной электрички) на острове Маврикий, расположенном в Индийском океане. Эта линия была открыта в январе 2020 года и соединяет столицу острова, Порт-Луи, с городом Роз-Хилл. На 2021 год линия имеет стандартную ширину рельсов (1435 мм) и длину 26 километров, обслуживая девять станций. Metro Express использует подвижной состав модели Urbos 3, произведенный испанской компанией CAF (производитель железнодорожного транспорта). 30 июня 2021 года был осуществлен первый пробный запуск второй линии от Роз-Хилл до Центрального Борна. Эта линия имеет длину около 3 километров.

## Технология и эксплуатация
Ширина железнодорожной колеи в данной области составляет 1435 миллиметров. Это означает, что поезда могут двигаться со скоростью до 80 километров в час. Линия, о которой идет речь, электрифицирована и использует напряжение 750 Вольт постоянного тока. Электропитание обеспечивается от национальной электрической сети через ряд подстанций.
Все остановки на этой железнодорожной линии являются безбарьерными и оборудованы системой видеонаблюдения. Это обеспечивает высокий уровень безопасности для пассажиров и персонала.
Депо Ришелье расположено к западу от железнодорожной станции Коромандель, на окраине города Порт-Луи. Оно включает в себя ремонтную зону, где обслуживаются и восстанавливаются поезда. Также здесь есть система мойки и шлифовки, которая обеспечивает чистоту и надлежащее состояние поездов.
На верхних этажах депо расположены офисные помещения, центр управления, откуда осуществляется контроль над всеми операциями, и комнаты для отдыха персонала. Это позволяет эффективно управлять работой депо и обеспечивать комфорт для сотрудников.
На линии используются 18 железнодорожных вагонов Urbos 3 испанского производителя CAF. Эти двусторонние вагоны с низким уровнем пола и семью вагонами каждый имеют длину 45,4 метра и ширину 2,65 метра, и оборудованы тремя моторизованными тележками. Вагоны произведены на заводе CAF в испанском городе Беасайн в Стране Басков и затем транспортированы кораблем из Сантандера в Порт-Луи для тестирования на маршруте.